# ヘイバ・イ・タヒチ
ヘイバ・イ・タヒチ（Heiva I TAHITI, ヘイヴァ・イ・タヒチとも表記される）は、毎年7月にタヒチ島で開催されるポリネシア最大の祭りである。それは単なるコンペティションというものではなく、すべてのポリネシアンにとってとても重要な祭典である。

## 概要
スポーツ選手、職人、ミュージシャン、雄弁家、演者、歌い手、ダンサーだけでなく作家、振付師、衣装担当、技術士、警備員、事務員まで、すべての関係者がこの数か月間このヘイバに関わり、人々を魅了する。